# Хаккули мингбаши
Хаккули мингбаши (узб. Haqq quli mingboshi), 1786 – 1832, Коканд) — кокандский государственный, политический и военный деятель, мингбаши Кокандского ханства с 1822 по 1832 годы, родом из узбекского племени юз
Дети: Хужамкул

## Биография
Воспитывался во дворце кокандского хана Умар-хана вместе с его сыном Мухаммал Али-ханом.
Занимал должности дадха, диванбеги, кушунбеги.
При Мухаммад Али-хане (1822— 1842) политику стала диктовать группировка, возглавляемая Хаккули мингбаши из узбекского племени юз. В 1823 году на место мингбаши и главнокомандующего (амир-и лашкар) назначили Хаккули юза.
Близкий к Джахангир-ходже и другими белогорскими ходжами Хаккули мингбаши стал проводником активной политики Коканда в Восточном Туркестане под лозунгом восстановления там власти белогорских ходжей, которые были потомками Махдум-и Агзама, боровшиеся за политическое влияние в Восточном Туркестане в XVI—XIX вв.
В 1826 г. кокандские силы вторглись в Кашгарию, поддержав восстание, поднятое Джахангир-ходжой. В 1830 г. кокандцы совершили второй поход в Кашгар. В итоге было заключено в 1832 г. между Пекином и Кокандом соглашение, по которому Коканд добился значительных экономических уступок в Восточном Туркестане, включая право взимать через своих аксакалов-консулов налоги и пошлины с выходцев из Средней Азии в Кашгарии.
Он был основателем медресе в Коканде.

## Гибель
В 1832 году по доносу Хаккули был казнен, и влиянием при дворе в Коканде стали пользоваться Шахи парваначи (из Маргилана), Азим-Джан-бай амин (из Шахрисябза) и др.